# Klingnau
Klingnau es una comuna suiza del cantón de Argovia, situada en el distrito de Zurzach. Limita al norte con la comuna de Koblenz, al noreste con Rietheim, al este con Zurzach, al sur con Döttingen, al suroeste con Böttstein, y al oeste con Leuggern.